# 麦克斯韦妖

麦克斯韦妖的概念图

麦克斯韦妖（Maxwell's demon），是在物理学中假想的妖，能探测并控制单个分子的运动，於1871年由英国物理学家詹姆斯·馬克士威为了说明违反热力学第二定律的可能性而设想的。
当时麦克斯韦意识到自然界存在着与熵增加相拮抗的能量控制机制。但他无法清晰地说明这种机制。他只能诙谐地假定一种“妖”，能够按照某种秩序和规则把作随机热运动的微粒分配到一定的相格裡。麦克斯韦妖是耗散结构的一个雏形。
可以简单地这样描述，一个绝热容器被分成相等的两格，中间是由“妖”控制的一扇小“门”，容器中的空气分子作无规则热运动时会向门上撞击，“门”可以选择性地将速度较快的分子放入一格，而较慢的分子放入另一格，这样，其中的一格就会比另外一格温度高，可以利用此温差，驱动热机做功。
这是第二类永动机的一个范例。
在1981年，Bennett的论文表明，麦克斯韦妖控制“门”使分子从一格进入另一格中的耗散过程，并不是发生在衡量过程中，而是发生在妖的对上个分子判断“记忆”的去除过程，且这个过程是逻辑不可逆的。